# Montaña de Taco (San Cristóbal de La Laguna)
La Montaña de Taco es una montaña, un cono volcánico originalmente, situada en la entidad de población de Taco, en el municipio de San Cristóbal de La Laguna, en la isla de Tenerife, de la provincia de Santa Cruz de Tenerife, Canarias. Divide, junto con la autopista TF-2, el distrito Suroeste del resto del municipio de Santa Cruz de Tenerife.

## Situación ambiental
La montaña es un antiguo volcán. Debido a la extracción de la zona, el volcán ha quedado irreconocible. A esto se añade residuos y vertidos de todo tipo, incluyendo la invasión de la hierba cola de gato. Se prevé la construcción de un parque para restaurar la zona.

## Historia
Erosionada regularmente, en torno a los comienzos de la década de 2000 su tierra se fue extrayendo a causa de una duplicación turística masiva, lo que implicaba el aumento de edificaciones y, consecuentemente, el acopio de áridos, y sobre todo una obtención de picón. Debido a su extracción descontrolada, varios organismos denunciaron el aspecto deplorable que tenía la montaña, uno de ellos la organización ecosocialista Alternativa Sí Se Puede por Tenerife el mayo de 2010, fijándose ésta especialmente en varios taludes que posee, la mayoría de 50 metros. Decía, pues, que «el riesgo es extremo, especialmente para la población infantil de los alrededores, ya que es frecuente ver a grupos de niños que suben hasta la parte más alta de la Montaña de Taco a curiosear, con el evidente riesgo de que en cualquier momento y de forma accidental algún menor pueda caer por alguno de los muchos taludes verticales que hay en este cono volcánico».
El octubre de 2016, el Cabildo Insular de Tenerife anunció que invertiría el presupuesto de unos 17 millones de euros en la regeneración de 100000 metros cuadrados y la instauración de un parque, según comentó el director insular de Movilidad y Fomento del Cabildo Miguel Becerra, competidor con el Parque García Sanabria, en el plazo de aproximadamente un lustro, hasta el 2023. Este cambio drástico llegaría a ser el primer proyecto de interés insular aprobado en la isla.

## Epónimo
El Complejo Deportivo Municipal Montaña de Taco, instalación polideportiva erigida en San Cristóbal de La Laguna, fue nominado en homenaje a esta montaña.